# RR Telescopii
Désignations
RR Telescopii (en abrégé RR Tel) est une nova symbiotique de la constellation australe du Télescope. Elle fut enregistrée sur les plaques photographiques de relevé astronomique comme une faible étoile variable variant entre les magnitudes photographiques (mpg) 9 à 16,6 entre 1889 et 1944. Fin 1944, l'étoile commença à briller, sa luminosité s'accroissant d'environ 7 magnitudes, de mpg ≈ 14 à moins de 8. Sa luminosité continua à augmenter mais plus lentement après début 1945, mais son éruption globale ne fut pas remarquée avant que l'étoile ne soit vue à environ 6,0, la limite de la luminosité à l’œil nu, en juillet 1948. À l'époque, elle reçut la désignation Nova Telescopii 1948. Depuis mi-1949, sa luminosité a décru lentement, quoique accompagnée par quelques changements remarquables dans son spectre, et en août 2013 elle était tombée à une magnitude apparente d'environ 12.

## Phase pré-éruptive et explosion
RR Telescopii fut observée périodiquement dans le cadre d'un programme de relevé de la station australe de l'observatoire de l'université Harvard démarré en 1889, ainsi que par d'autres observatoires de l'hémisphère sud mais démarrés à des dates ultérieures. En 1908, Williamina Fleming reporta des variations de luminosité entre les magnitudes 9 et 11,5 environ, et suggéra qu'elle pourrait être du même type d'étoile que SS Cygni. Sur des plaques ultérieures, elle montrait une assez faible variabilité irrégulière entre mpg 12,5 et 14 et ce jusqu'à 1930 environ. À cette date, elle commença à montrer des variations périodiques lentes de luminosité entre les magnitudes 12 et 16 ; la période de ces variations était de 387 jours, et l'étoile avait été caractérisée comme une variable semi-régulière particulière. Aucun spectre de l'étoile ne semble avoir été pris avant son éruption, puisqu'elle était trop faible pour être incluse dans le catalogue Henry Draper et sans caractère remarquable avant son éruption.
En 1944, les variations périodiques cessèrent, et la luminosité de RR Tel s'accrut de plus de 7 magnitudes sur une durée d'environ quatre ans. Partant d'environ mpg 14 fin 1944, les plaques du relevé l'enregistrèrent plus brillante que la magnitude 8 début 1945 et elle fut observée à mpg 7,4 en septembre–octobre 1946, 7,0 en mars 1948 et 6,0 en juillet 1948,. En 1948 elle fut remarquée et reçut la désignation Nova Tel 1948. En juillet 1949, l'étoile commença à s'affaiblir lentement. Les informations sur le comportement d'avant l'éruption de RR Tel enregistrées sur les plaques du relevé de Harvard furent publiées en février 1949, et la durée déjà longue de l'éruption, des années contre des jours ou des semaines, indiqua très clairement que RR Tel devait être très différente des novas qui avaient été précédemment observées ; elle fut appelée nova lente en reconnaissance de cette différence non comprise.
Les premières observations spectroscopiques de l'étoile furent faites en juin 1949 avant qu'elle commence à décroître, quand son spectre montrait un pur spectre en absorption ressemblant à celui d'un supergéante de type F. Les spectres suivants furent pris en septembre–octobre de la même année, et à ce moment les caractéristiques du spectre avaient changé en un continuum avec beaucoup de raies en émission mais sans raies d'absorption visibles.

## Déclin
En lumière visible, RR Tel s'est affaiblie constamment (avec une vitesse non constante) depuis 1949. Elle avait une magnitude visuelle d'environ 10,0 en 1977 et une magnitude d'environ 11,8 en mi-2013. Son spectre visible a gardé le même aspect général, bien qu'il ait évolué pour comporter des raies d'émission d'excitation progressivement plus élevée, incluant à la fois des raies permises et des raies interdites d'un grand nombre d'éléments. Des caractéristiques d'absorption dues à l'oxyde de titane TiO (la signature typique des étoiles de type M) ont été vues dans le spectre de RR Tel depuis les années 1960.
Lorsque d'autres longueurs d'onde devinrent observables avec des instruments issus des avancées technologiques, ces outils furent tournés vers RR Tel. La photométrie infrarouge mit en évidence un excès de rayonnement entre 1 et 20 µm, indiquant la présence de poussière circumstellaire ayant une température de quelques centaines de kelvins. Les observations à des longueurs d'onde plus courtes ont été très productives. RR Tel a été observée en ultraviolet avec IUE, le spectromètre ultraviolet équipant Voyager 1 et le télescope spatial Hubble, et en rayons X avec Einstein Observatory, EXOSAT et Rosat. L'observation en ultraviolet a permis en particulier la détection directe de la composante naine blanche du système, ce qui était impossible avant l'avènement des télescopes spatiaux.

## Modèle physique
En tant qu'étoile symbiotique, RR Tel est constituée d'une étoile géante rouge de type tardif en orbite mutuelle avec une naine blanche, avec des quantités substantielles de gaz chaud et de poussière tiède autour des deux étoiles. La géante rouge est fréquemment décrite comme étant une variable de type Mira, bien que la seule réelle tentative de caractérisation du système avant l'éruption lui donna un type différent d'une étoile géante pulsante de type tardif. Les couleurs observées en infrarouge et les caractéristiques des spectres visibles et infrarouges peuvent être associées à une étoile de type spectral M5III. De telles étoiles variables pulsantes froides sont connues pour produire de la poussière circumstellaire dans les vents stellaires lents s'échappant de celles-ci. Aucune variation de vitesse orbitale n'a été détectée, donc la séparation orbitale est probablement grande (plusieurs ua) et la période orbitale doit se compter en années ou en décennies.
Dans l'« état bas » (par rapport à la phase précédant l'éruption), la géante de type M pulse et perd de la masse, et la pulsation fut visible entre 1930 et 1944 sur la courbe de lumière précédant l'éruption dans le domaine visible. Une partie de la matière perdue par la géante de type M est accrétée sur la naine blanche. Cette matière accrétée est riche en hydrogène — c'est-à-dire qu'elle a une composition stellaire normale —. Quand cette couche accrétée riche en hydrogène devient assez épaisse et assez dense, des réactions de fusion nucléaire démarrent dans sa partie inférieure, la partie la plus dense et la plus chaude de cette matière. La génération soudaine et intense d'énergie dans cette matière accrétée proche de la surface de la naine blanche conduit à l'explosion.
Au début, la matière accrétée est assez épaisse pour se développer fortement et sa surface atteint une température de 5 000 à 10 000 K, générant le spectre d'absorption d'une « supergéante de type F » vu dans RR Tel pendant l'été de 1949. Comme la production d'énergie se poursuit, la matière accrétée continue à être chauffée par l'énergie nucléaire dégagée en dessous, et elle devient plus chaude, plus fortement ionisée et moins dense, et donc le rayonnement émergeant devient plus dur : son spectre de corps noir est maximal à des longueurs d'onde de plus en plus courtes à cause de l'accroissement de la température du gaz au cours du temps. Dans la partie visible du spectre, le spectre de corps noir émet très peu de lumière, mais le gaz chaud, mince et de plus en plus ionisé montre une riche variété de raies d'émission de nombreuses espèces. La luminosité du système reste constante, et donc le rayonnement observé provient d'un volume progressivement plus petit mais plus chaud de l'espace plus proche de la naine blanche. L'analyse des données dans les domaines optique, ultraviolet et rayons X au début des années 1990 conclut à une étoile naine blanche avec une température effective d'environ 142 000 K, une luminosité de 3 500 L☉, et une gravité de surface d'environ 100 fois celle du Soleil, avec une masse d'environ 0,9 M☉. Il y a également un petit volume de gaz à une température de plusieurs millions de K, qui est le produit de la collision entre les vents des deux étoiles. Les naines blanches chaudes ont souvent des vents stellaires ayant des vitesses plus élevées que les vents des géantes rouges ; un vent issu de la naine blanche du système de RR Tel ayant une vitesse d'environ 500 km/s serait capable de produire le gaz à quelques millions de degrés.